# Ноа Нгені
Ноа Кіпроно Нгені (англ. Noah Kiprono Ngeny; нар. 2 листопада 1978, Ельдорет, Кенія) — кенійський легкоатлет, що спеціалізується на бігу на середні дистанції, олімпійський чемпіон 2000 року, рекордсмен світу.

## Кар'єра
| Рік               | Змагання                      | Місто               | Місце             | Дисципліна        | Примітки          |
| Представник Кенія | Представник Кенія             | Представник Кенія   | Представник Кенія | Представник Кенія | Представник Кенія |
| ----------------- | ----------------------------- | ------------------- | ----------------- | ----------------- | ----------------- |
| 1996              | Чемпіонат світу серед юніорів | Сідней, Австралія   | 8                 | 1500 метрів       | 3:42.44           |
| 1998              | Фінал Гран-прі IAAF           | Москва, Росія       | 5                 | 1500 метрів       | 3:33.81           |
| 1999              | Чемпіонат світу               | Севілья, Іспанія    | 2                 | 1500 метрів       | 3:28.73           |
| 1999              | Фінал Гран-прі IAAF           | Мюнхен, Німеччина   | 1                 | 1500 метрів       | 3:28.93           |
| 2000              | Олімпійські ігри              | Сідней, Австралія   | 1                 | 1500 метрів       | 3:32.07           |
| 2000              | Фінал Гран-прі IAAF           | Доха, Катар         | 1                 | 1500 метрів       | 3:36.62           |
| 2001              | Чемпіонат світу в приміщенні  | Лісабон, Португалія | 3                 | 1500 метрів       | 3:51.63           |
| 2001              | Фінал Гран-прі IAAF           | Мельбурн, Австралія | 4                 | 1500 метрів       | 3:34.76           |

## Особисті рекорди
| Distance    | Mark       | Date           | Location  |
| ----------- | ---------- | -------------- | --------- |
| 800 метрів  | 1:44.49    | 28 липня 2000  | Осло      |
| 1000 метрів | 2:11.96 WR | 5 вересня 1999 | Рієті     |
| 1500 метрів | 3:28.12    | 11 серпня 2000 | Цюрих     |
| Миля        | 3:43.40    | 7 липня 1999   | Рим       |
| 2000 метрів | 4:50.08    | 30 липня 1999  | Стокгольм |
| 3000 метрів | 7:35.46    | 9 червня 2000  | Севілья   |